# EnWada
EnWada es una enciclopedia local libre de la ciudad de Guadalajara (España) basada en la tecnología wiki. El proyecto se inauguró el 25 de septiembre de 2010 por iniciativa surgida a propuesta de Javier Barbadillo, archivero local, con la intención de que la ciudad pudiese contar con una enciclopedia local libre. Esta enciclopedia local libre se construiría teniendo como base las mismas reglas que han hecho del proyecto Wikipedia, la enciclopedia general más grande existente actualmente.
EnWada se une así a otros proyectos de enciclopedias creadas con un enfoque local en España: Cordobapedia, Vilapèdia, Mi Toledo, Sevillapedia y Madripedia, enciclopedias libres de las ciudades y provincias de Córdoba, Villarreal, Toledo, Sevilla y Madrid respectivamente.